# أمل ضائع (فلم)
أمل ضائع فيلم مصري تم إنتاجه عام 1947، من تأليف فريد الجندي ويوسف جوهر إخراج فريد الجندي وبطولة جلال حرب وزوزو ماضي.

## فريق العمل
إخراج وإنتاج: فريد الجندي
تأليف:
- يوسف جوهر
- فريد الجندي

طاقم العمل:
- جلال حرب
- زوزو ماضي
- محمود شكوكو
- حسين رياض

## روابط خارجية
- مقالات تستعمل روابط فنية بلا صلة مع ويكي بيانات